# Scandale des décorations de 1887
Pour les articles homonymes, voir Scandale des décorations.

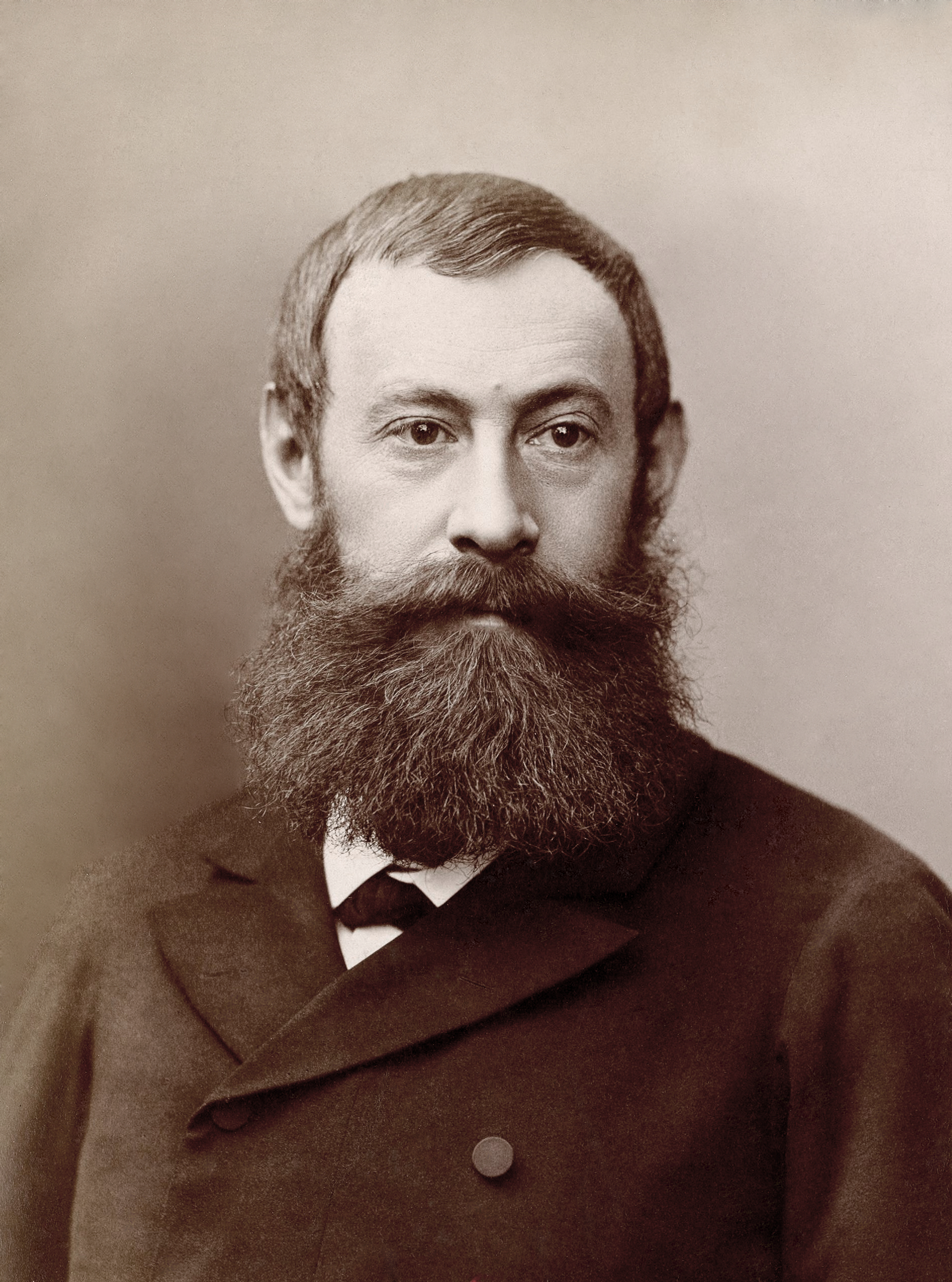
Le gendre du président Grévy, Daniel Wilson, cheville ouvrière du scandale.

Le scandale des décorations de 1887, aussi appelé l’affaire des décorations par la presse de l'époque, est un scandale politico-financier français de trafic de décorations, qui éclabousse le président de la République, Jules Grévy, et le contraint à la démission le 2 décembre 1887. Il ne faut pas confondre cette affaire avec celle du trafic des décorations de 1926 impliquant un fonctionnaire, Marcel Ruotte.

## Les faits
Le 28 septembre 1887, Henriette Boissier, retirée depuis peu de la prostitution active en maison close, entre dans un commissariat parisien. Nourrissant un profond ressentiment à l'encontre des deux mères maquerelles (la dame Limouzin et la dame Ratazzi) sous la houlette desquelles elle a travaillé, elle se venge et raconte à la police que, dans les lupanars de ces tenancières, le commerce de charmes couvre en fait bien d'autres trafics. Convoquées par la police, les deux maquerelles doivent révéler à la brigade des mœurs, sous peine de fermeture de leurs établissements et d'emprisonnement, la nature de ces trafics. Elles reconnaissent ainsi que, dans le secret de leurs boudoirs, des personnalités négocient à prix d'or des honneurs. Le 29 septembre, le préfet de police, agissant en vertu de l'article 10 du Code d'instruction criminelle, ouvre une enquête. Celle-ci progresse rapidement et met en cause le général Caffarel accusé de monnayer des décorations militaires et de favoriser des concurrents dans l'attribution de marchés militaires. Convoqué par le préfet de police, Caffarel avoue, cependant il met aussi en cause Daniel Wilson, le gendre du Président de la République Jules Grévy. Le ministre de la Guerre, Théophile Ferron, qui a remplacé le populaire général Boulanger, ainsi que la préfecture préfèrent étouffer l'affaire en plaçant le général à la retraite anticipée, sans poursuites judiciaires.
Le scandale éclate lorsque Marie-François Goron, chef de la Surêté à la préfecture de Paris, menacé de révocation, informe, le 8 octobre 1887, le XIXe siècle (journal proche du boulangisme, et donc hostile à Ferron) qui révèle, sous la plume d'Édouard Portalis, son directeur, l'existence d'un trafic de décorations, sous le titre « La Légion d'honneur à l'encan ». Ce scandale, que la presse baptise « l'affaire des décorations », devient une affaire politique lorsque l'enquête révèle que le trafic de décorations est orchestré, depuis l'Élysée, par Daniel Wilson, député d'Indre-et-Loire. Wilson a en effet utilisé son influence pour négocier des participations d'hommes d'affaires dans ses entreprises en échange de l'obtention de décorations. Il a revendu depuis un bureau de l'Élysée des milliers de décorations — notamment la Légion d'honneur pour 25 à 100 000 francs de l'époque — pour verser des subventions à des journaux de province. Parmi ses complices, on compte le général Caffarel, le général comte d'Andlau, sénateur de l'Oise, et les deux maquerelles qui ont fait les révélations à la brigade des mœurs.

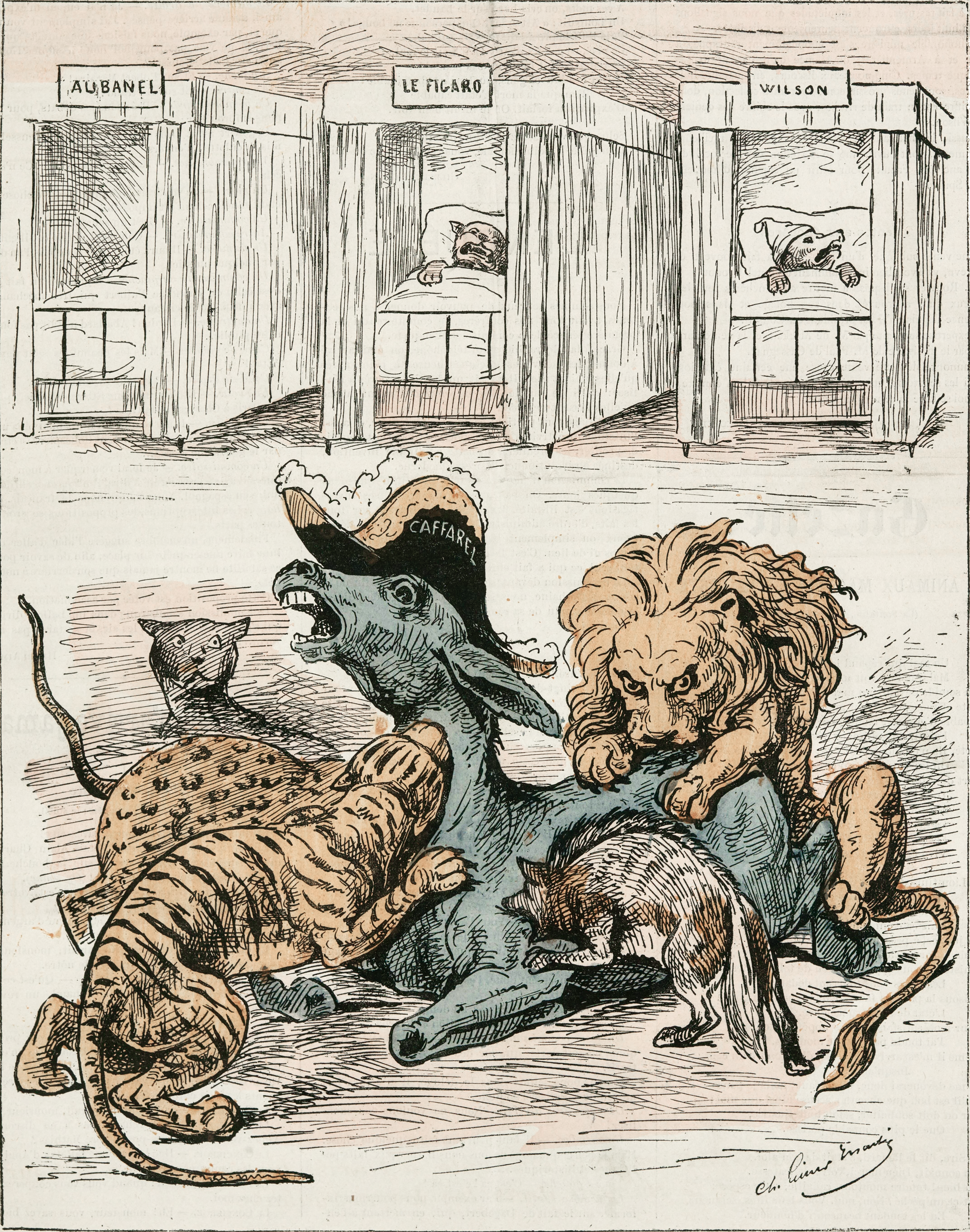
Haro sur le baudet Caffarel tandis qu’ils ne mouraient pas tous, mais tous étaient frappés : Aubanel, le Figaro, Wilson. Caricature de Gilbert-Martin dans Le Don Quichotte du 12 novembre 1887.

L'instruction, confiée à un juge réputé intègre, Gaston Laurent-Atthalin, met également en cause des intermédiaires et rabatteurs louches des deux sexes, qui se retranchent derrière les deux personnages influents du trafic, le général d'Andlau et Daniel Wilson. Cependant, Goron n'est pas méticuleux et n'a pas coté et paraphé les papiers de Mme Limouzin, le parquet est donc en droit de refuser ses dossiers. En réalité, Wilson a usé de son influence auprès du préfet, Arthur Gragnon, pour supprimer des dossiers des lettres l'incriminant.
Le 12 octobre, Georges Boulanger est cité dans l'affaire par Mme Limouzin, mais celui-ci n'est pas coupable. Sa défense est cependant virulente, s'en prenant à son ministre Ferron dans la presse ce qui lui vaut trente jours d'arrêts. Si Caffarel reste encore la cible principale, la place de Wilson dans l'affaire est de plus en plus importante. Le 28 octobre, pensant calmer les élus et la presse, il rembourse au Trésor public 40 000 francs pour les frais de timbre qu'il a esquivés en utilisant les papiers de l'Élysée. L'effet produit est l'inverse de celui voulu, le public voyant cela comme un aveu et une manœuvre pour détourner l'attention. Wilson est forcé par le président du Conseil Maurice Rouvier à quitter l'Élysée. Le 24 octobre, face à la découverte par le juge que le dossier donné par Goron est incomplet, prouvant qu'il a été falsifié par la préfecture, Gragnon avoue et doit démissionner.
Le 5 novembre, la Chambre obtient une enquête parlementaire avec pouvoir judiciaire malgré les faibles protestations de Rouvier. Le 7 novembre, le procès en correctionnelle de Mme Limouzin permet d'authentifier la fraude dans le dossier d'instruction. Le ministre de la Justice Mazeau est interpellé par la Chambre et cherche à couvrir l'affaire, tout en disant qu'il va agir, sans le faire. Tous les commentateurs y voient alors une manœuvre du Président Grévy qui protège son gendre. Le 17, Gragnon est remplacé à la préfecture par Léon Bourgeois, la Chambre lève l'immunité parlementaire de Wilson et le ministre de la Justice démissionne.

## La crise politique
La rue, les journalistes, la classe politique, mais surtout Georges Clemenceau et Jules Ferry, utilisent cette affaire pour demander la démission du Président Jules Grévy. Refusant d'abord, s'obstinant à déclarer son gendre innocent malgré les preuves, intervenant ensuite à sa faveur et pensant qu'il est intouchable comme la Constitution l'indique. Il ne se rend pas compte qu'il est très rapidement isolé. Tous les meneurs républicains cherchent une solution qui au départ permettrait de sauver la séparation des pouvoirs et de permettre à Grévy de partir dignement. Ils décident le 17 novembre de renverser le ministère et chargent Clemenceau de l'effectuer. La droite choisit de retourner dans l'opposition mais sur la question du vote du renversement, le baron de Mackau souhaite l'abstention, tandis que Paul de Cassagnac préfère laisser pourrir la situation. L'ordre est finalement de voter contre le ministère. Le 19 novembre, Rouvier est renversé par 317 voix contre 228.

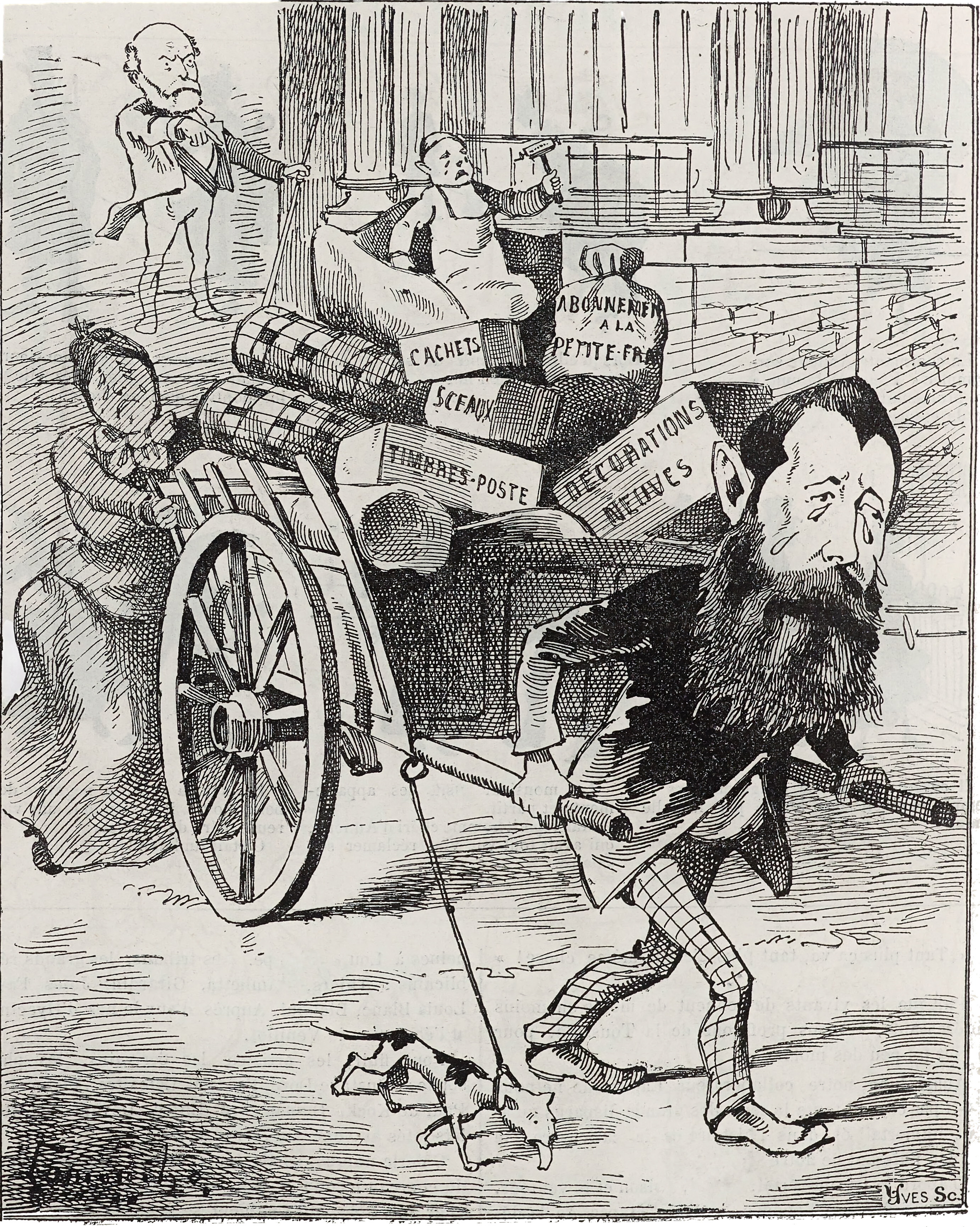
Le Déménagement : La malédiction de mon beau-père n'est rien ; ce qui me chagrine, c'est de quitter une maison aussi économique que lucrative. l’Éclipse du 3 novembre 1887.

Face à cela, Grévy refuse ces multiples démissions, Rouvier ne peut que rester au gouvernement mais sans gouverner. Grévy invite presque tous les meneurs républicains pour remplacer Rouvier, même Clemenceau. Le 21 novembre, finalement Grévy comprend qu'il n'a plus le choix et doit démissionner. Cependant, pour sauver la face, il espère mettre la Chambre en anticonstitutionnalité en la poussant à le renvoyer. Le 25 novembre, il indique qu'il donnera sa démission, le 1er décembre.
C'est alors que l'extrême gauche comprend que Jules Ferry pourrait le remplacer. Le 28 et le 29 novembre, de multiples réunions, appelées par dérision « nuits historiques », sont faites, tous les radicaux sont présents, mais aussi Paul Déroulède et Georges Boulanger. Ils cherchent d'abord à pousser Grévy à la résistance en voulant former un gouvernement radical, ou pour Déroulède et Henri Rochefort un coup d'état. Certains socialistes radicaux, comme Lockroy et Alexandre Millerand sont aussi présents à certaines réunions. Finalement, ces réunions ne mènent qu'à l'acceptation que Grévy va chuter.
Le 1er décembre, Rouvier se présente à la Chambre sans la lettre de démission promise par le Président. La Chambre vote un ordre du jour pour l'obtenir. Le 2 décembre, la lettre est finalement envoyée mais elle choque car elle récuse toute faute.
Les manifestations entre le 1er et le 3 décembre sont de faible intensité. Elles sont organisées par Paul Déroulède, les socialistes, les anarchistes et certains radicaux. D'abord contre Grévy, elle se tourne ensuite contre Jules Ferry. Rochefort et Émile Eudes, dans un aveuglement, appelle les blanquistes qui pensent pouvoir mobiliser 150 000 hommes avec la Ligue des patriotes et donner des armes à des émeutiers.

## Conséquences
Après cette crise, malgré le fait que Jules Ferry était le favori, c'est le député Sadi Carnot lui succède, obtenant une majorité de suffrages notamment parce qu'en tant que ministre des Finances, il a refusé des recommandations de Wilson mais aussi parce qu'il est modéré, incolore et ne peut que diminuer encore la position de la Présidence de la République. Après la chute de Jules Grévy, le président du Conseil, Maurice Rouvier, remet sa démission à Sadi Carnot.
Le procès en correctionnelle commence le 18 février 1888, et se termine le 3 mars, par la condamnation pour escroquerie de Madame Limouzin à six mois de prison, de Caffarel à 3 000 francs d'amende et Wilson à deux ans de prison, 3 000 francs d'amende et cinq ans de privation de ses droits civiques. Ce dernier, dont l'immunité parlementaire a été levée, fait appel un mois plus tard et est acquitté, les juges considérant que le délit d'escroquerie n'est pas constitué puisqu'il a utilisé son influence pour faire obtenir de vraies décorations. Les juges indiquent qu'il existe en réalité un vide juridique sur ce qu'il a fait, qui n'est donc pas illégal au moment des faits. En novembre 1888, Wilson rejoint les bancs des députés à la Chambre, indifférent aux quolibets et à l'opprobre de ses collègues, et est réélu en 1893 et en 1898.
Le constat de l'absence de loi interdisant ce type de trafic entraîne la création d'une incrimination spécifique permettant de le réprimer : le trafic d'influence.
Cette affaire révèle l'affairisme des hommes politiques, que les élus empiètent sur les pouvoirs exécutif et judiciaire, que la corruption est très importante et que la police y a participé mais aussi que l'élection d'une personnalité subalterne à l'Élysée montre que la République se laisse aller. Cela ne peut que renforcer l'opposition, et notamment alimenter le boulangisme naissant.

## Dans les arts et la culture populaire
L'affaire ayant profondément choqué l'opinion publique, elle a donné lieu à des jeux d'esprit, des chansons et des caricatures.

### Calembour
Un calembour, de ceux que l'on a pu lire dans les journaux de l'époque : « Jadis on était décoré et content, aujourd'hui on n'est décoré que comptant. » Alfred Capus

### Iconographie

#### Caricature
Le caricaturiste Caran d'Ache en a tiré une série de dessins satiriques, publiés par L'Assiette au beurre le 4 janvier 1902 sous le titre de Ferblanterie, c'est-à-dire du commerce d'objets en fer-blanc (sans valeur).

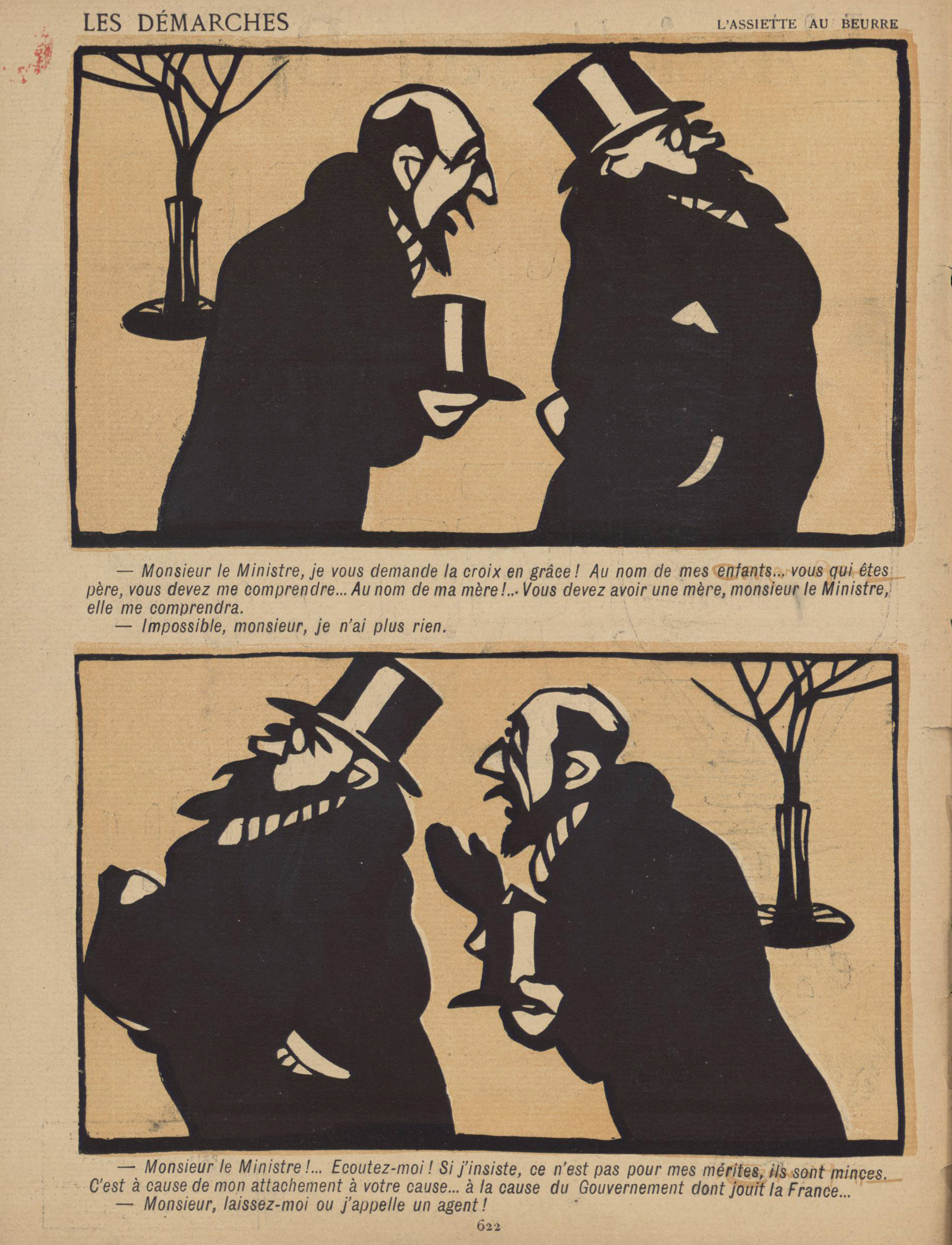
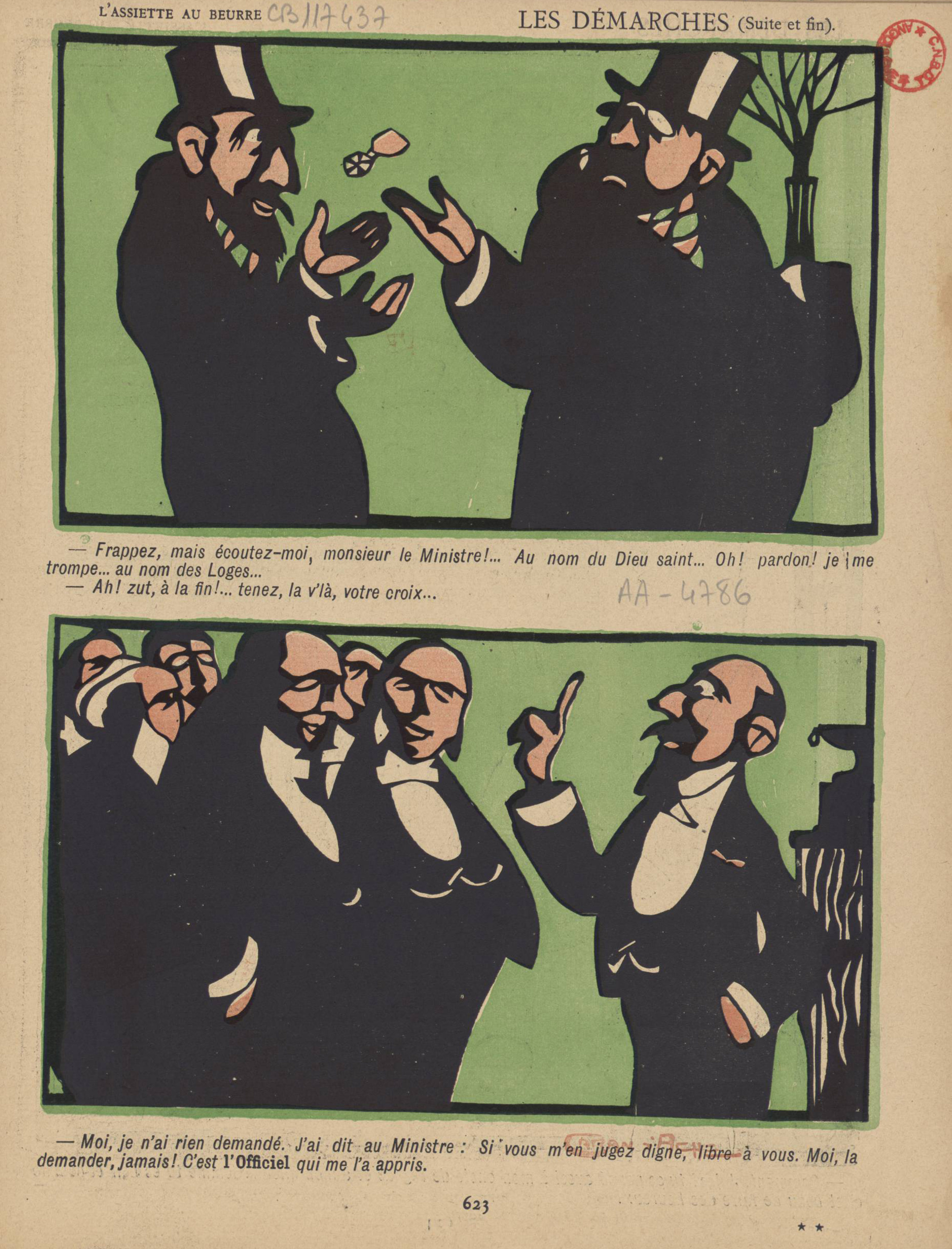
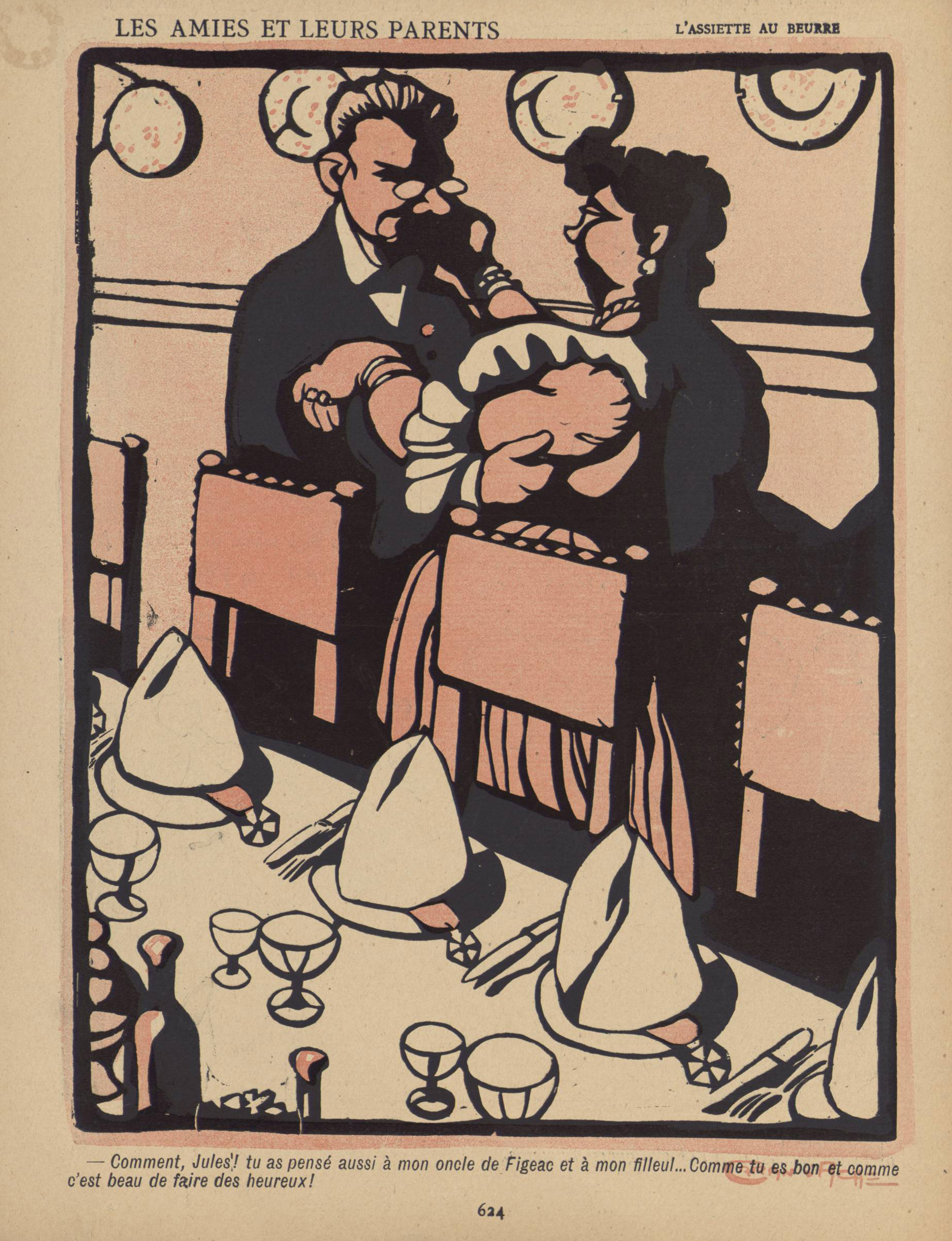
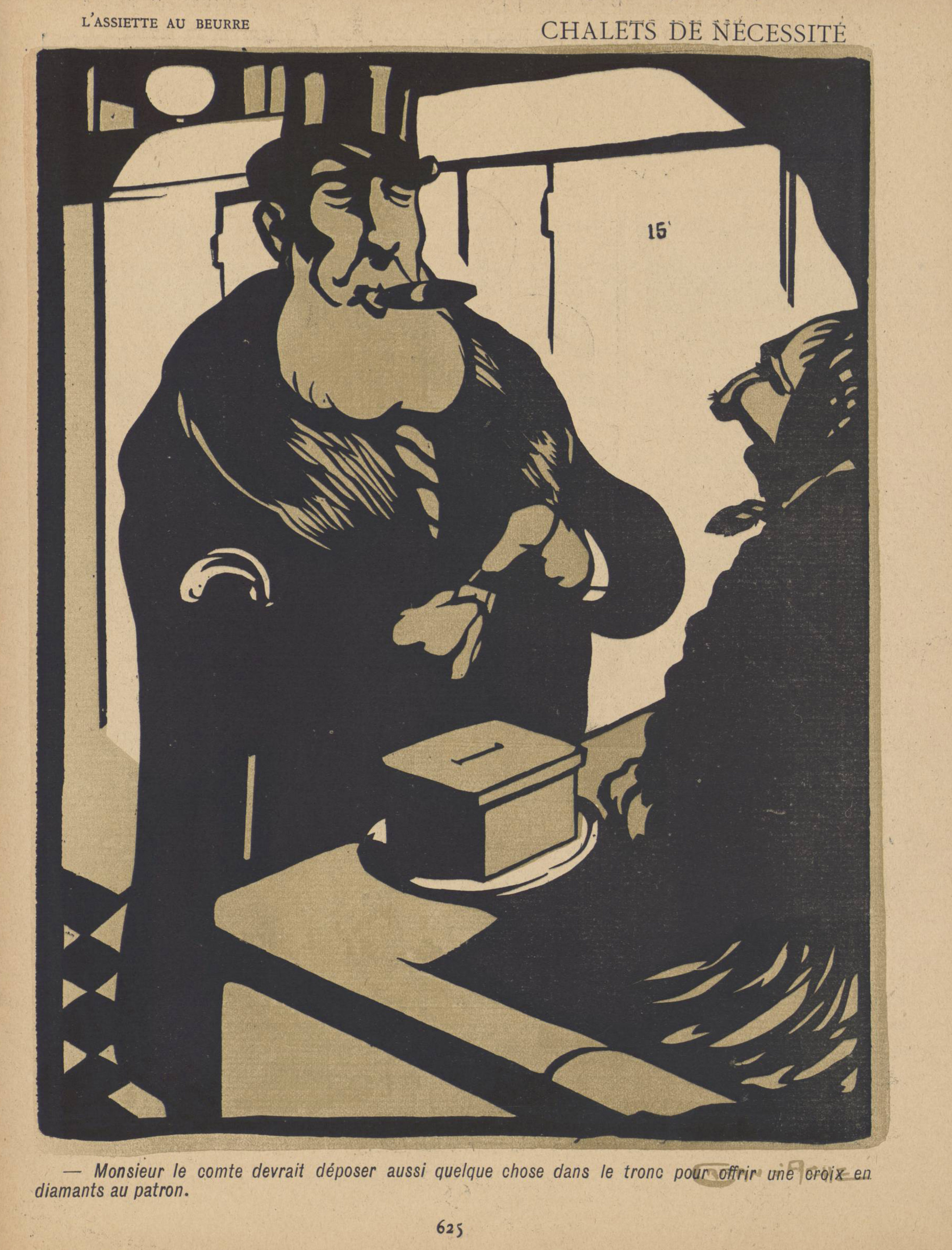
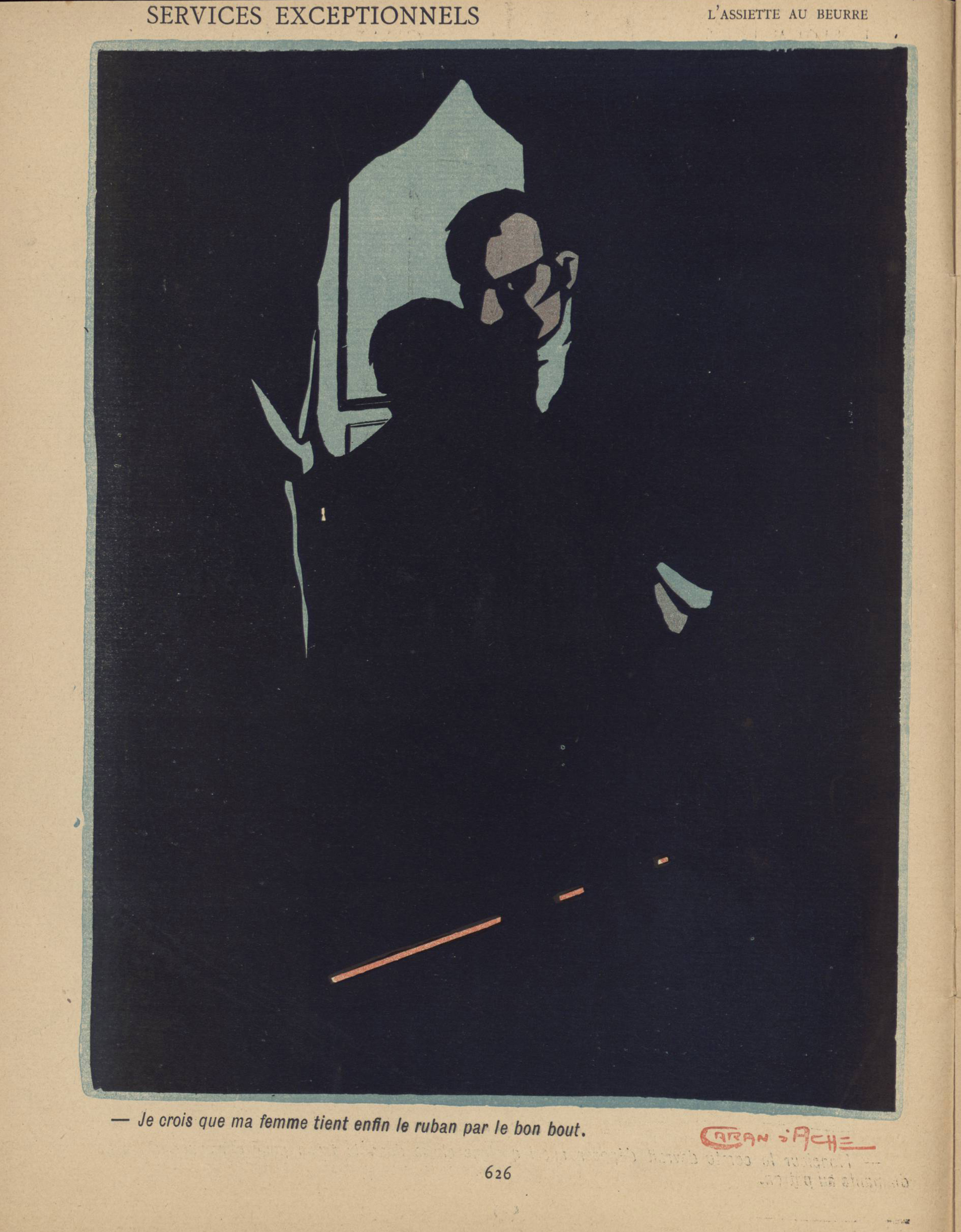
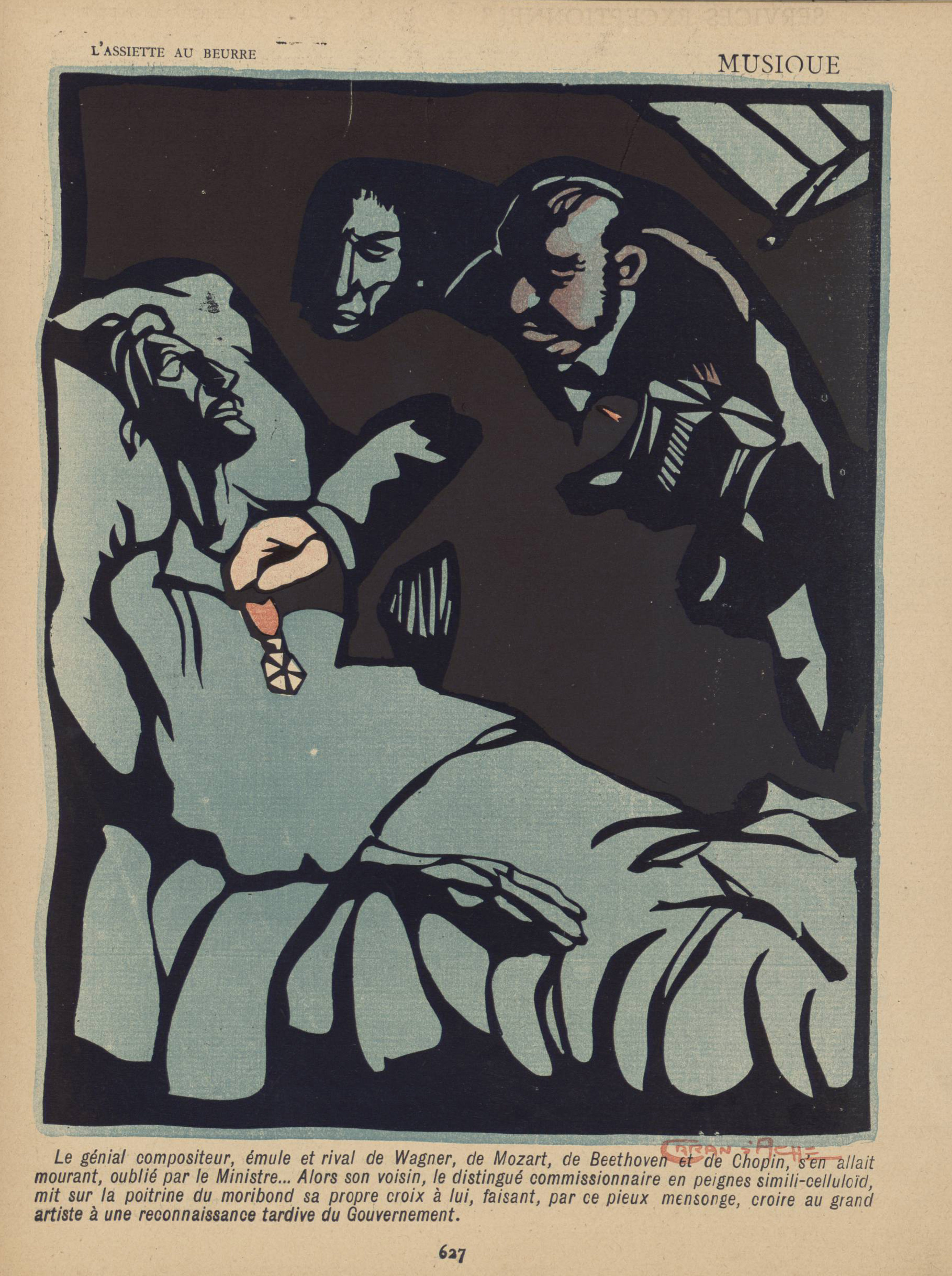
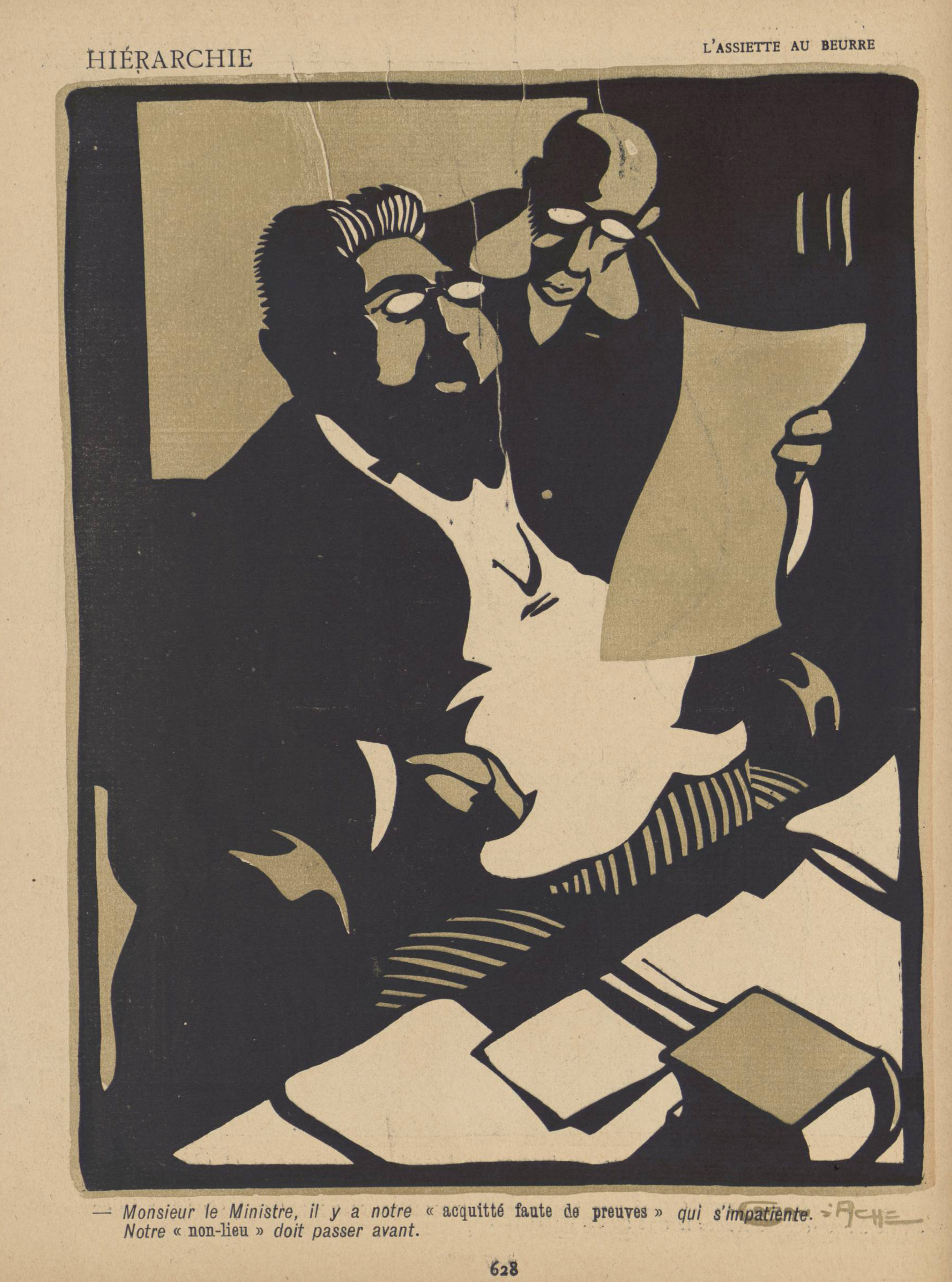
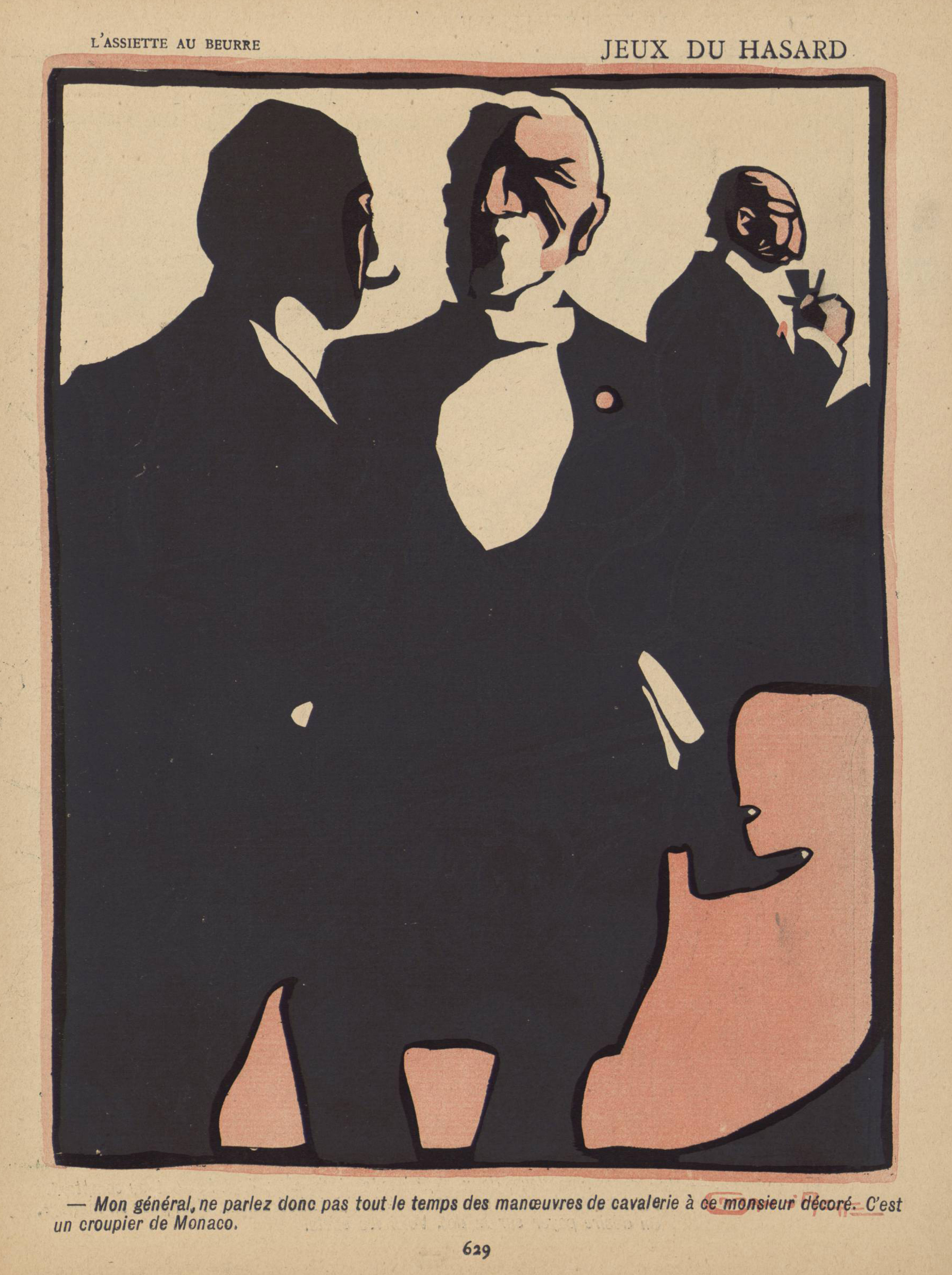
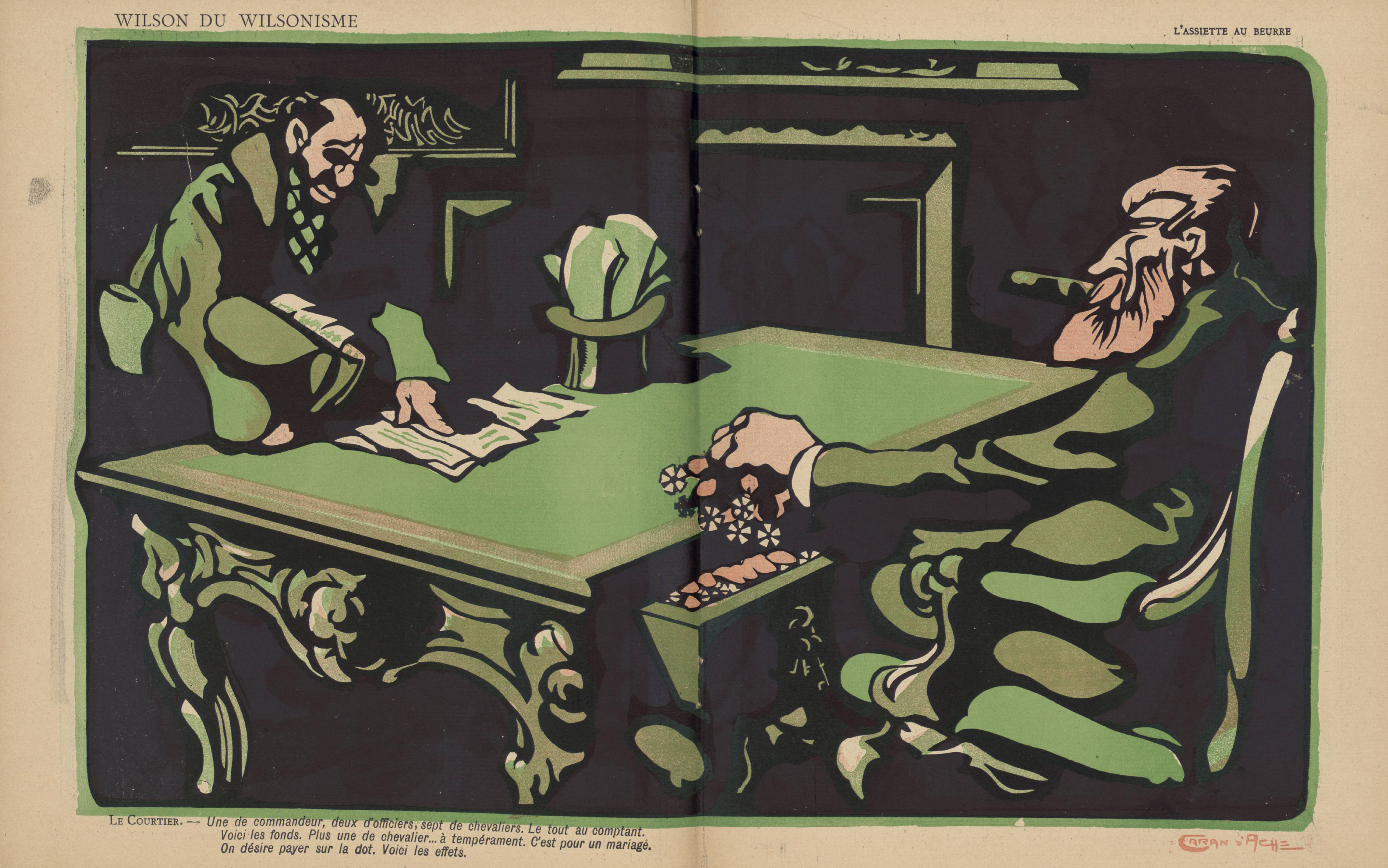
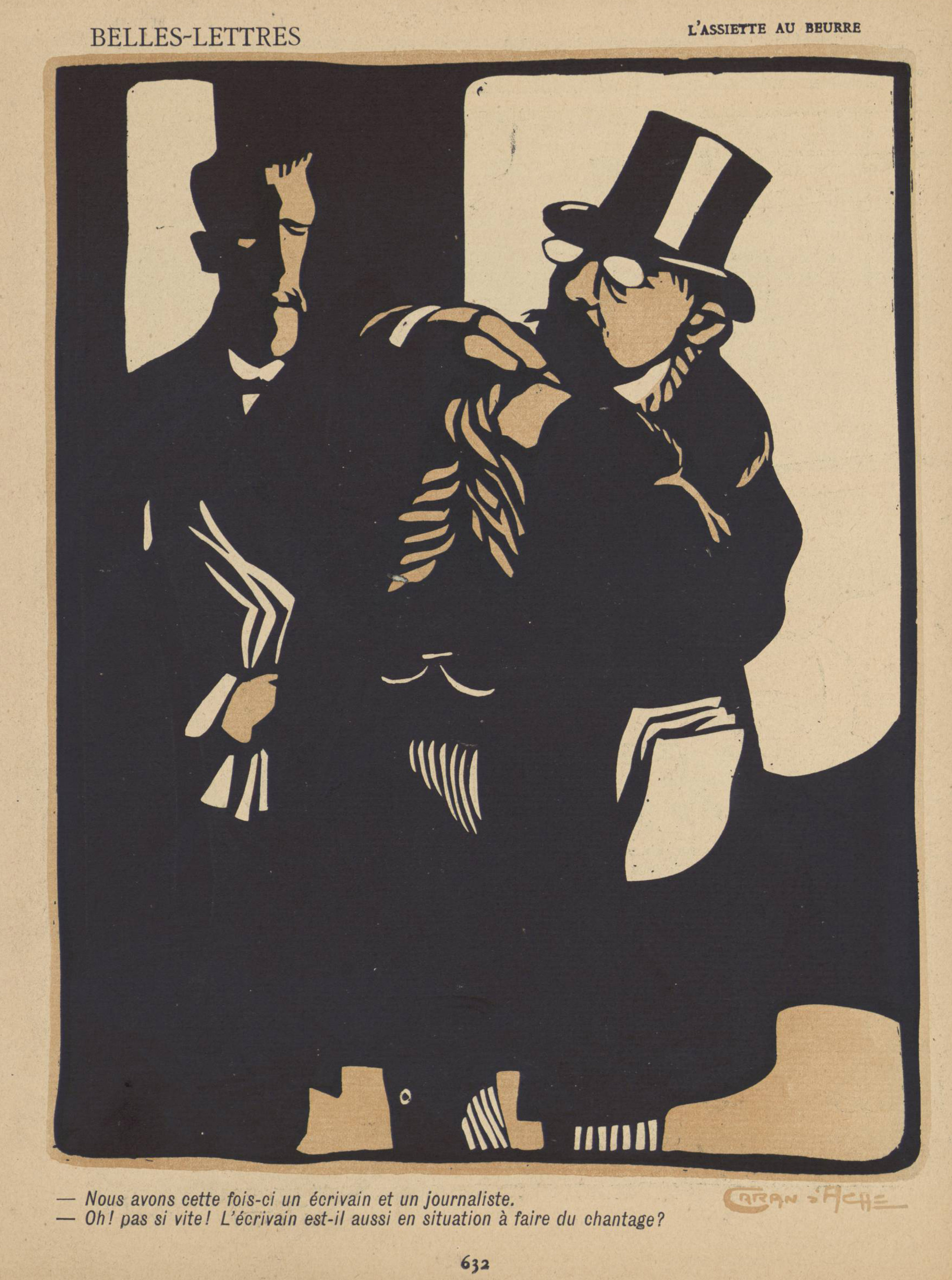
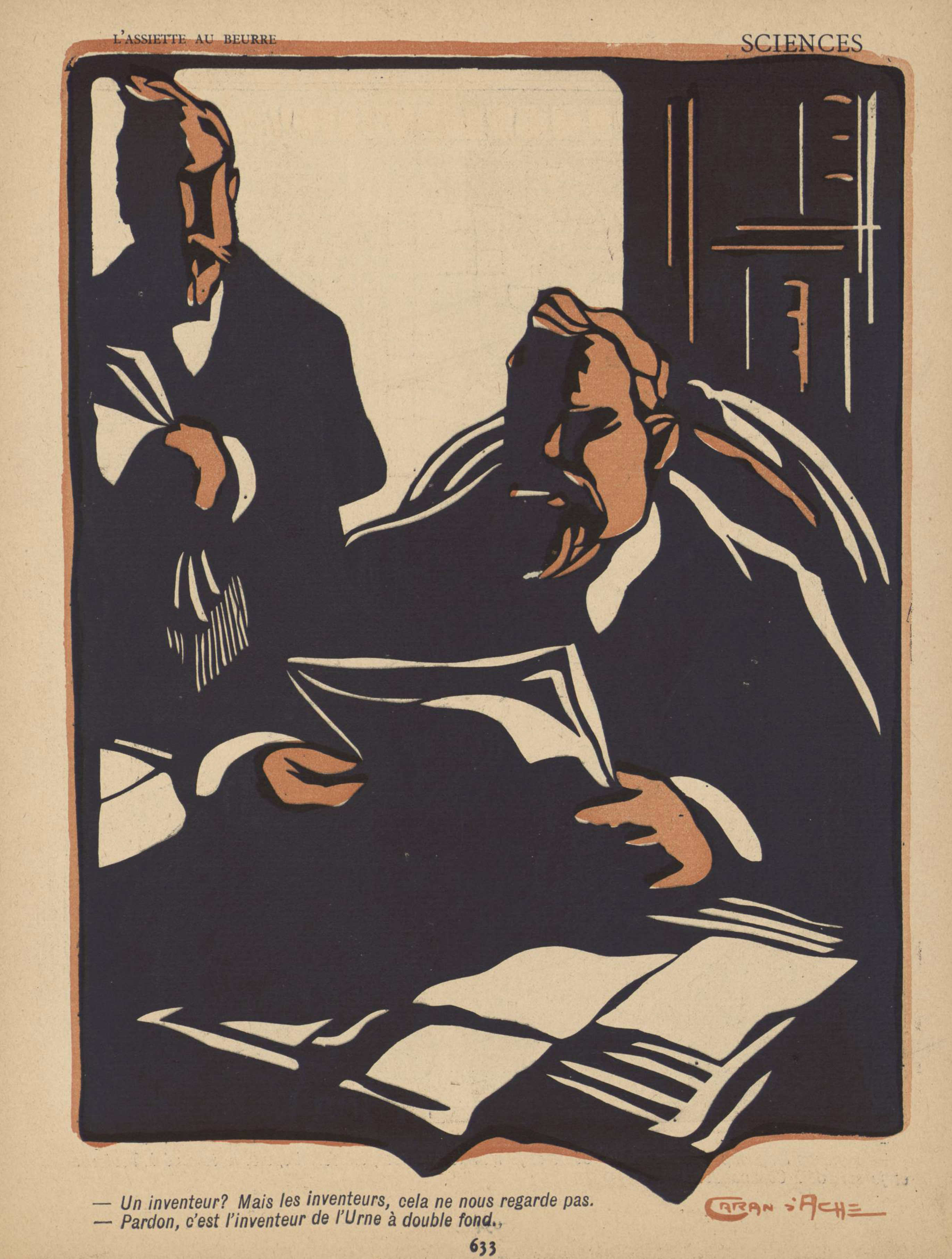
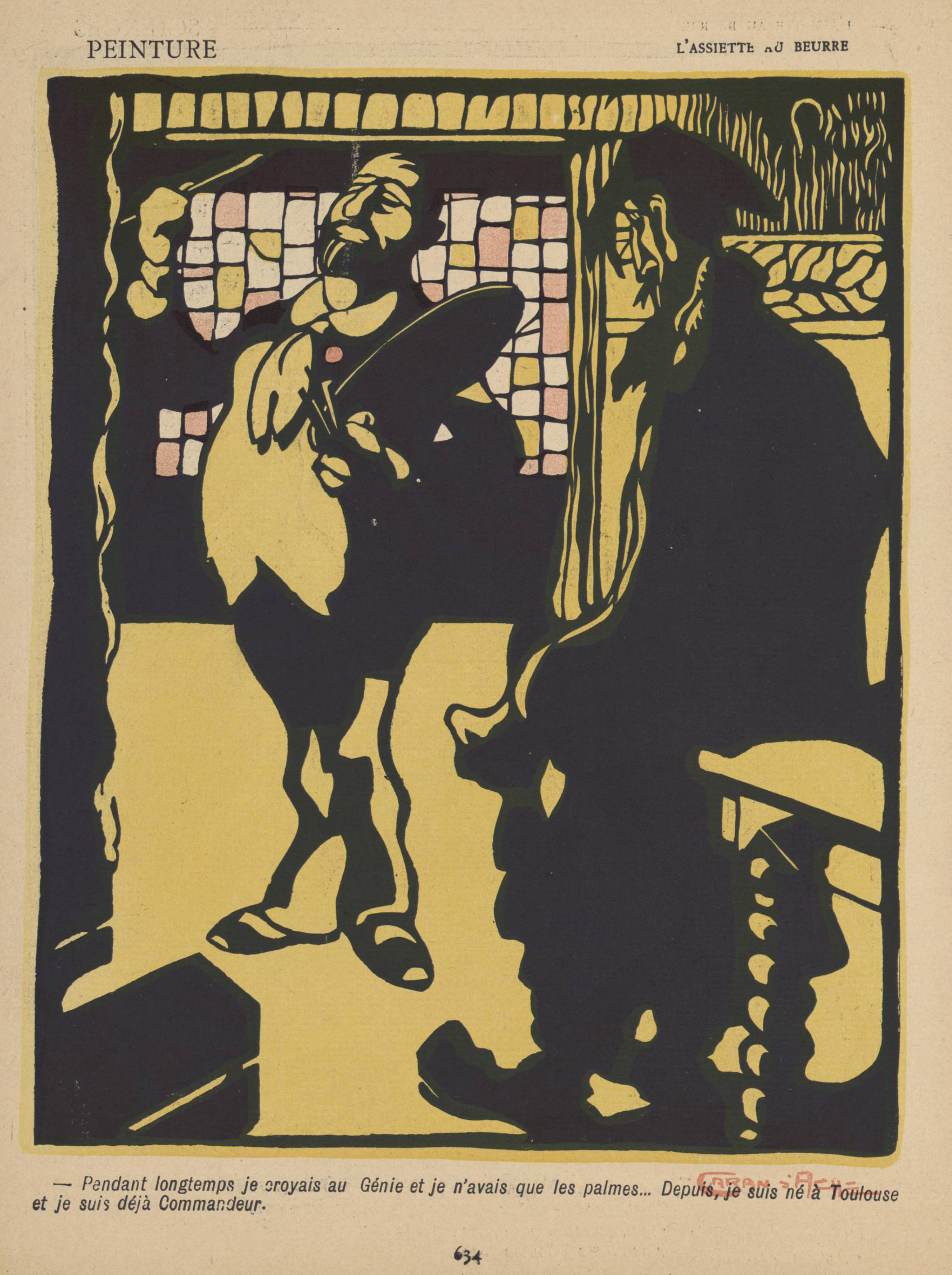
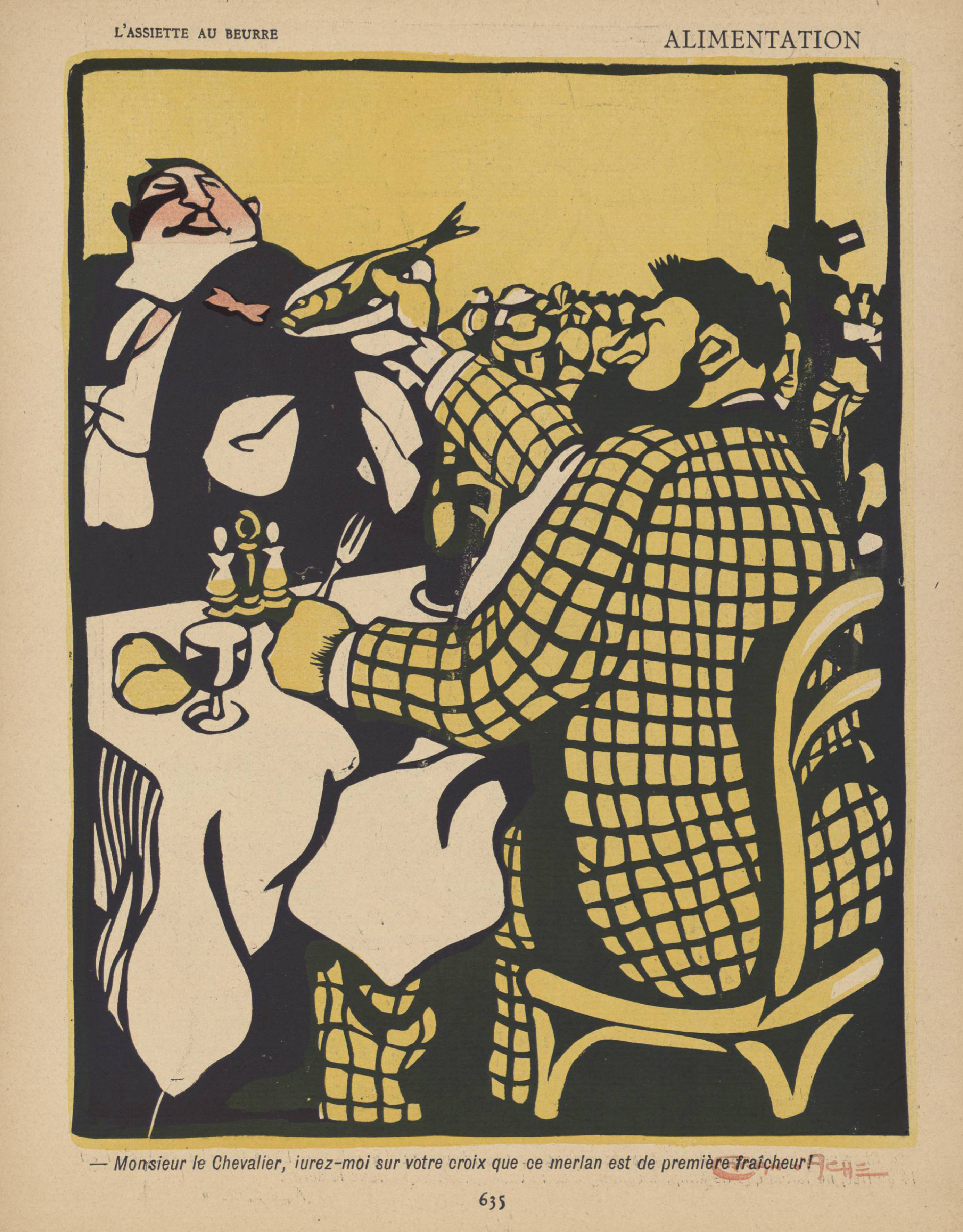
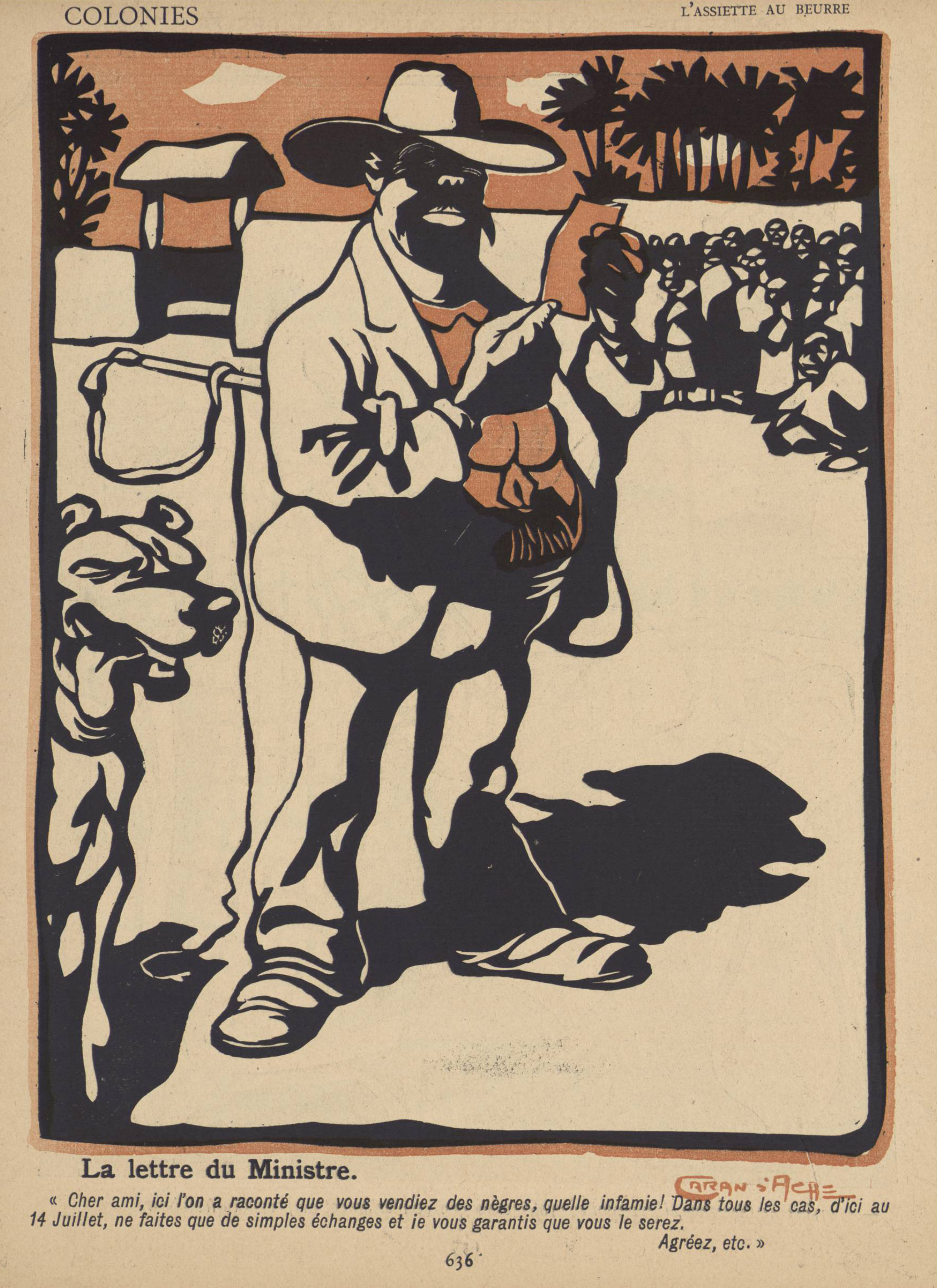
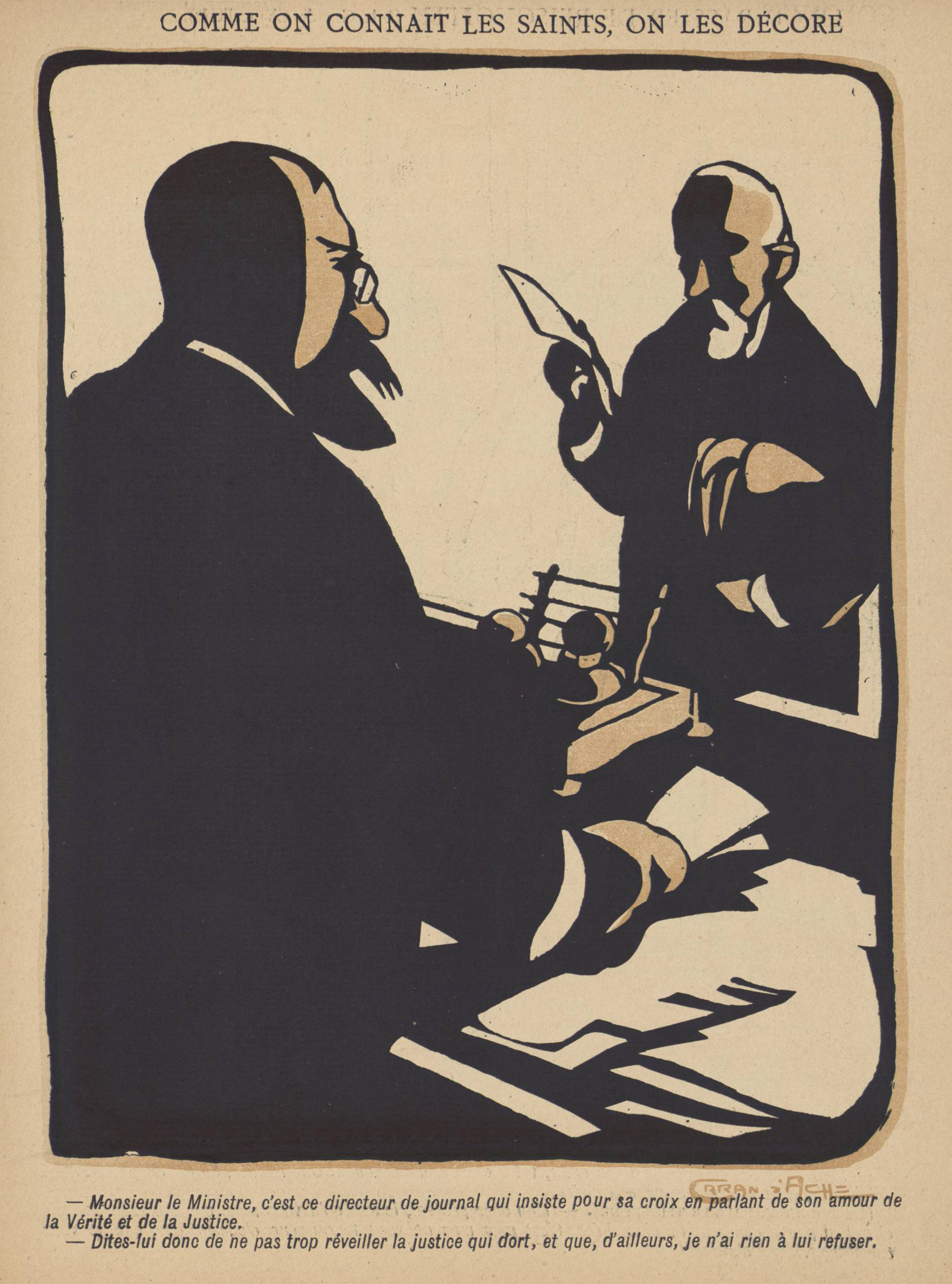
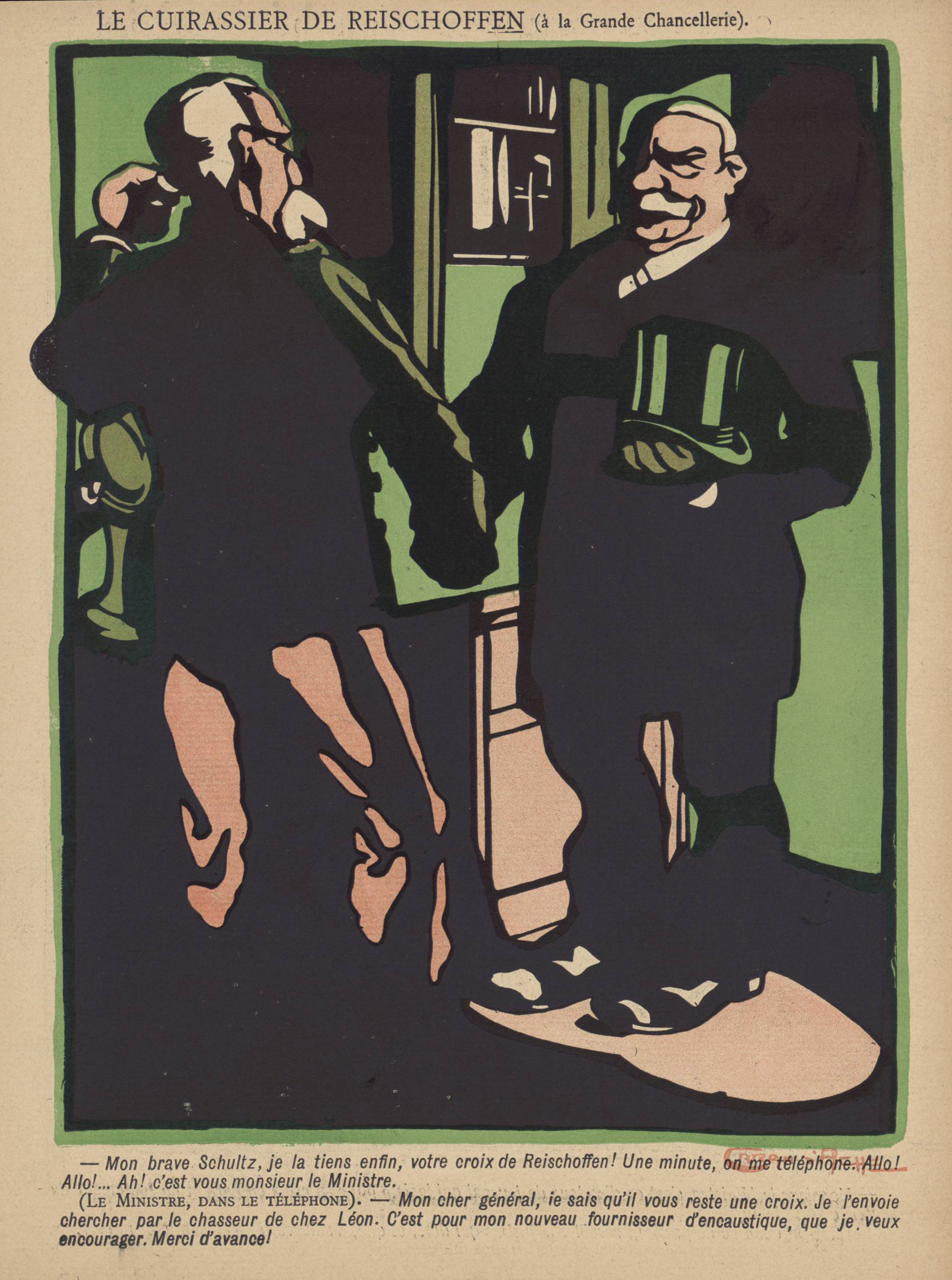
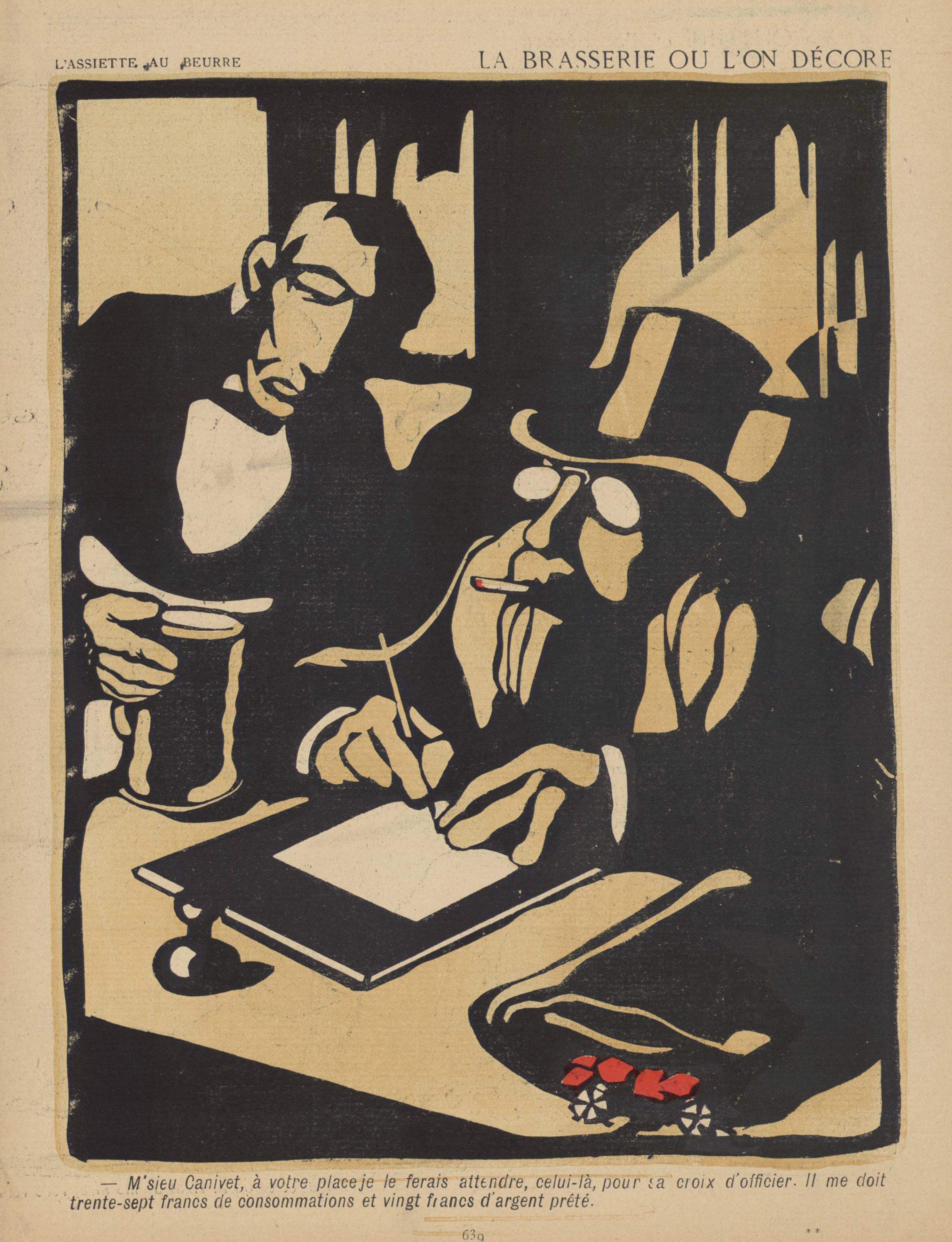
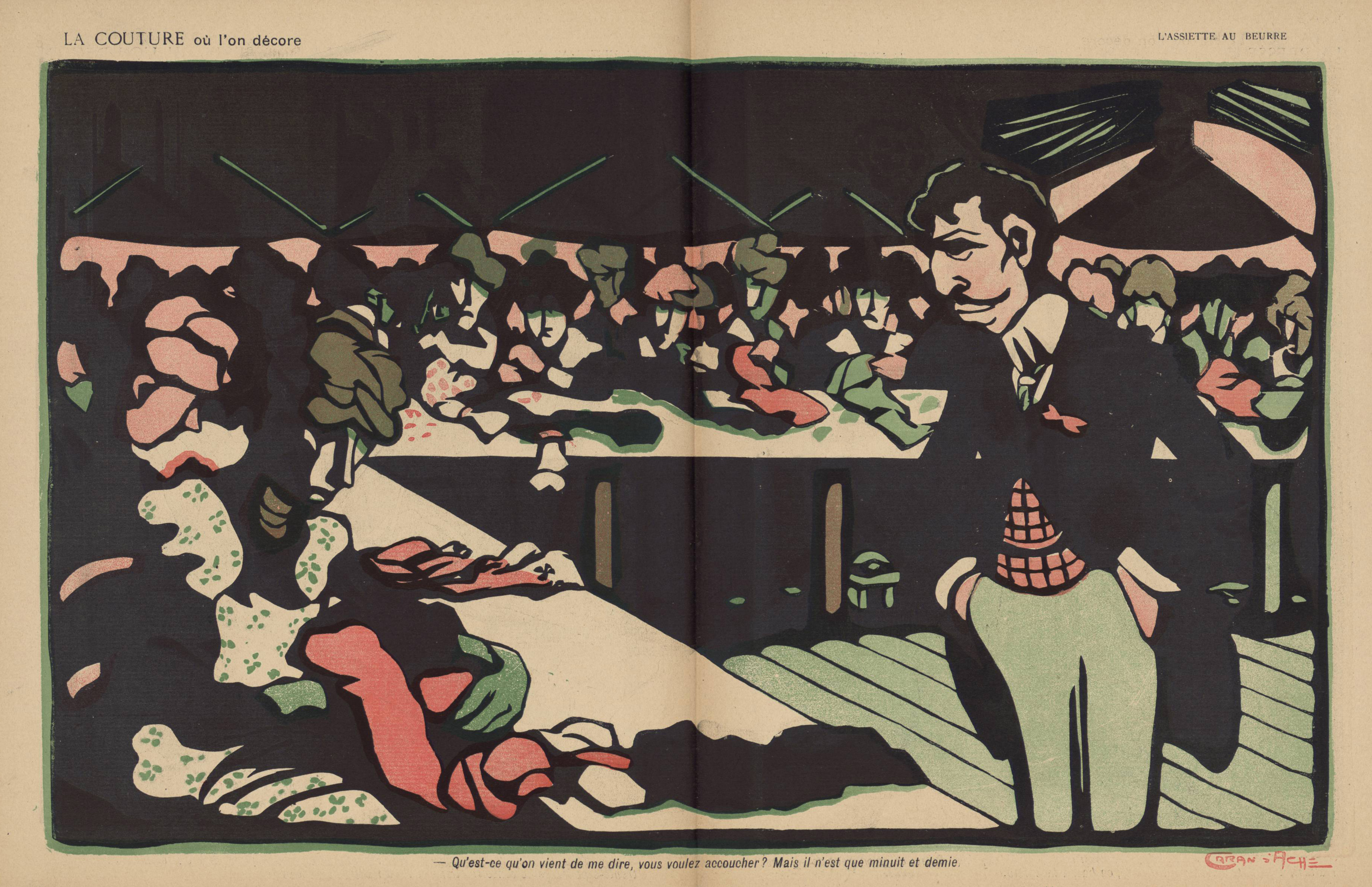
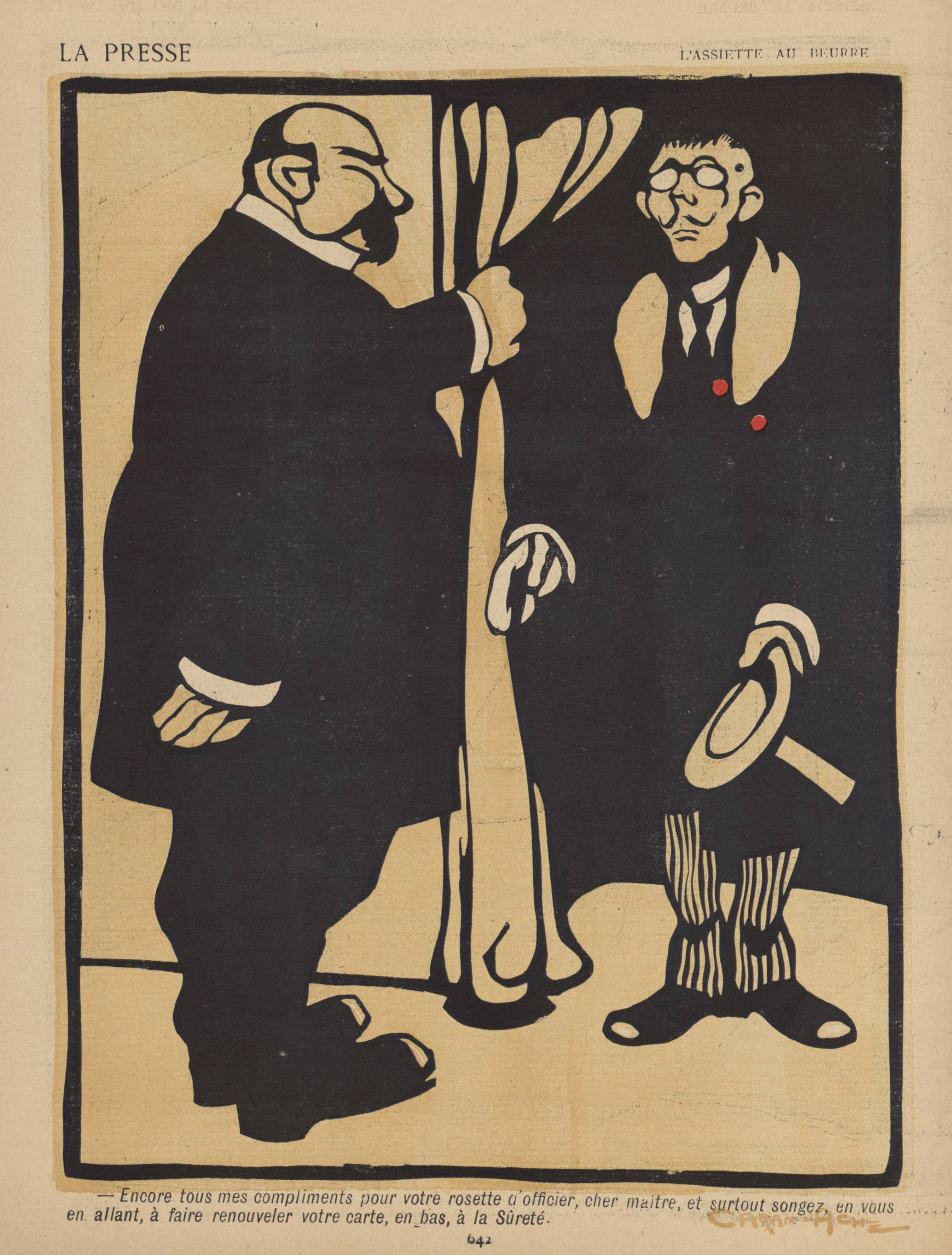
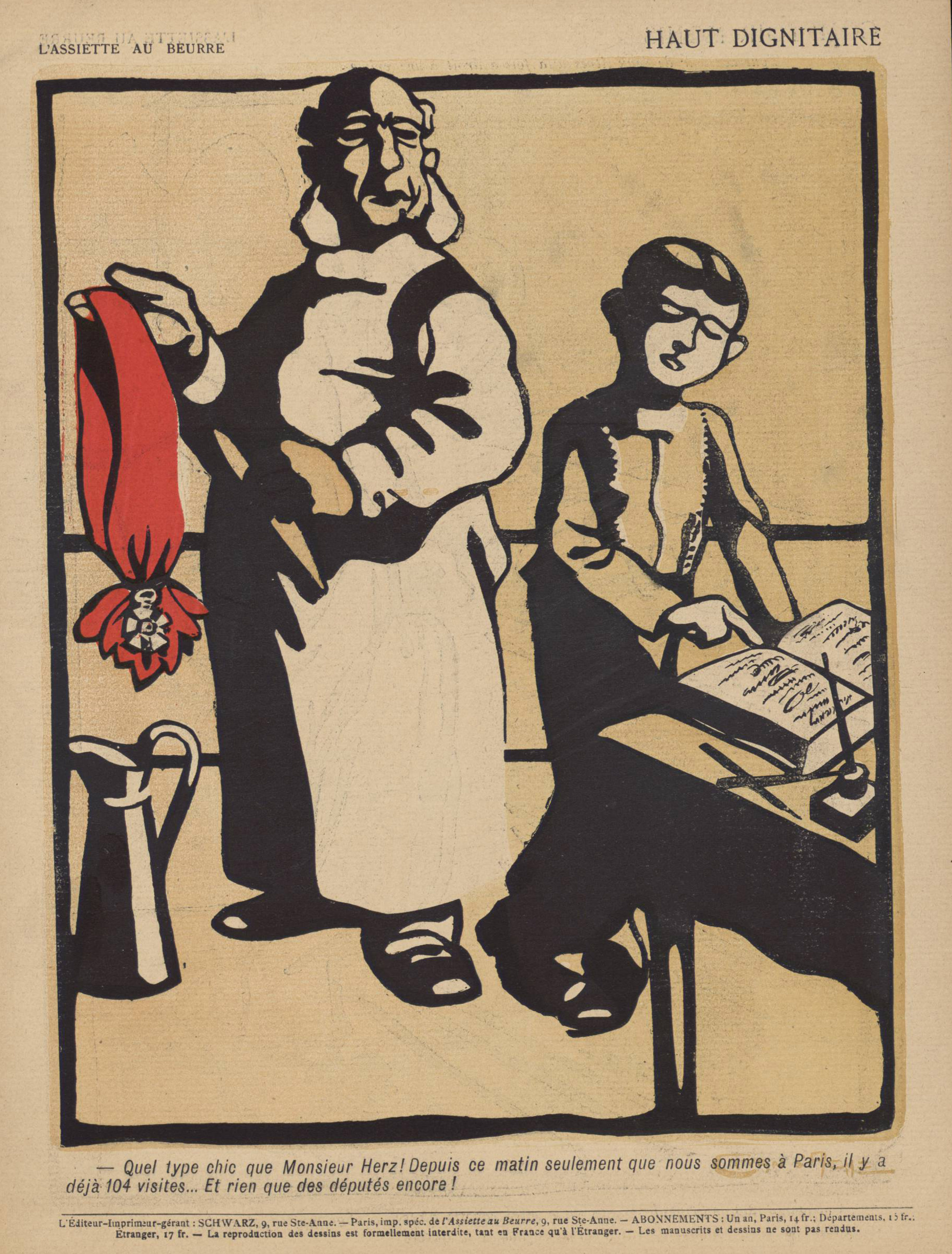

### Chanson
Une chanson satirique, intitulée Ah ! Quel malheur d'avoir un gendre et écrite par Émile Carré au moment du scandale, multiplie les jeux de mots pour nommer les protagonistes de l'affaire,. En voici les paroles :
J'suis un honnête père de famille

Ma seul' passion, c'est l'jeu d'billard

Un blond barbu, joli gaillard

Une fois m'demand la main d'ma fille

Nini, qui s'déssèchait d'attendre

Un parti, m'dit « papa, j'le prends »

Y sont mariés, mais c'que j'men r'pens !

Ah quel malheur d'avoir un gendre

D'abord y s'fit donner un poste

Grâce auquel il put à propos

En s'affranchissant des impôts

Ne rien affranchir à la poste

Un jour il voulut s'en défendre,

À Tours et dans les alentours

Mais il en fut pour son discours !

Ah quel malheur d'avoir un gendre !

Sous c'nom : podvins et compagnie

Mon gendre ouvrit des magasins

S'associant à des « limousins »

Pour exploiter un fond d'merc'rie

A sa boutique y s'chargeait d'vendre

Rubans, faveurs, ah quel cam'lot

Maintenant, son commerce est « dans l'eau »

Ah quel malheur d'avoir un gendre

Moi, j'suis pur et bon d'ma personne,

On m'appelle même papa clément

Mon gendre n'peut pas en dire autant,

Maintenant qu'son nom dans la « vill'sonne »

Comme un nom qu'on n'peut pas entendre

Sans dire : enlevez-le, il n'en faut plus

J'crois qu'il est fini… comme paulus !

Ah quel malheur d'avoir un gendre !

Ma fille qu'aime pas les « cafards, elle »

Et craint qu'y ne nuisent à son mari

Pendant qu'mon gendre à son « gré vit »

Sur lui veille et fait sentinelle

Que d'tours il fait sans s'laisser prendre !

L'impudent pour les « fair'bravait »

Tout ! Jusqu'à la plainte du parquet

Ah quel malheur d'avoir un gendre !

Avec lui, j'en ai vu de grises !

Fallait qu'jemploie à chaque instant

Mon nom, mon crédit, mon argent

À réparer toutes ces sottises

Dans ma caisse, à force d'en prendre,

Avec un sou, s'il me laissait,

J'vous d'mand' c'que « mon sou vaudrait »

Ah quel malheur d'avoir un gendre !

### Filmographie

#### Cinéma
Dans Une nuit à l'Assemblée Nationale réalisé par Jean-Pierre Mocky en 1988, le réalisateur dit s'être inspiré de ce scandale pour le scénario de son film.